# Церковный вестник (газета)
Церко́вный ве́стник (до 2003 года — Моско́вский церко́вный ве́стник) — российская ежемесячная православная газета, выходившая с мая 1989 по конец 2012 года. Ныне существует лишь как интернет-сайт.

## История
В 1987 году была учреждена малотиражная (1000 экз.) газета «Московский Церковный вестник», выход которой был приурочен к празднованию 1000-летия Крещения Руси. Она выходила на нескольких листках в течение 1988 года.
По словам Валентина Лебедева: «У сотрудников „Журнала Московской Патриархии“ созрела мысль создать первую религиозную газету, тем самым положить начало церковной периодики. <…> Перестройка перестройкой, а советская власть еще действовала, а значит, существовала цензура, ощущалось постоянное пристальное внимание со стороны государственных органов. Владыке Питириму приходилось вести сложные переговоры с Комитетом по делам религий — это был государственный орган, который очень настойчиво ограничивал деятельность Церкви, особенно когда речь шла о ее влиянии на духовную жизнь граждан. Но в конце концов время и усилия людей, направленные на то, чтобы сказать новое слово в печати, пересилили упорное сопротивление со стороны светской власти».
В мае 1989 года (на Пасху) в Издательском отделе Московского Патриархата выпуск газеты «Московского Церковного вестника» был возобновлён. Как отмечает журналист Сергей Чапнин, издание начало издаваться без формального разрешения со стороны совета по делам религии и спецслужб, что означало «прекращение сильнейшего контроля за религиозной журналистикой». Некоторое время издание выходило как приложение к «Вечерней Москве».
Первоначально «МЦВ» был ориентирован главным образом на зарубежного читателя и выходил без строгой периодичности на пяти языках русском, английском, французском, немецком, арабском.
Издание «МЦВ» временно было прекращено в 1993 и возобновлено в 1995 году. Газета трансформировалась в ежемесячное издание, предназначенное для верующих России.
C 1999 года стала регулярно появляться вкладка-приложение «Обзор православных изданий».
Архиепископ Бронницкий Тихон (Емельянов) в 2000 году отмечал, что выпуск газеты экономически нерентабелен, а «предпринимавшиеся нами попытки получить от государства дотации на её издание не привели к положительным результатам. По этой причине, несмотря на официальный статус газеты, она по-прежнему распространяется главным образом в Москве».
В августе 2001 года по приглашению протоиерея Владимира Силовьева ответственным редактором издания становится Сергей Чапнин. Вслед за собой он привёл коллектив сотрудников интернет-проекта «Соборность», который он основал в 1998 году. По его словам: «Задача была трудная, но интересная — используя наш журналистский опыт, реорганизовать газету „Церковный вестник“, сделать её массовой и интересной. <…> Пик развития „Церковного вестника“ — это 2002—2006 годы. <..> в том, что я сделал с газетой в 2001 году <…> не было ничего нового. Я просто вернулся к забытым традициям русской церковной журналистики конца XIX — начала XX века. А именно — возродил в официальных изданиях неофициальную часть. Только так можно показать, что за строгим церковным фасадом была, есть и будет настоящая жизнь». Алексей Сагань, выпускающий редактор издания, в январе 2003 года так охарактеризовал издание: «„МЦВ“ практически не ставит перед собой миссионерских задач. Это газета для тех, кто уже находится в ограде Церкви, „газета для протоиереев“, как мы между собой в редакции это называем».
В феврале 2003 году газета получила новое свидетельство о регистрации. Из её названия исчезло слово «Московский», и теперь несоответствие между общецерковным статусом издания и прежним названием было устранено.
На сайте Издательского отдела Русской православной церкви помещена следующая характеристика издания на 2000-е годы

газета рассказывает о церковном и общественном служении Святейшего Патриарха Московского и всея Руси Алексия, о деятельности канонических учреждений Московской Патриархии и церковно-общественных организаций. Особое внимание редакция уделяет практическим вопросам — современному опыту миссионерской работы и социального служения Церкви, религиозному образованию, а также различным инициативам в области церковно-государственных отношений. Регулярно публикуются репортажи о церковной жизни в России и за её пределами.

Редакция «Церковного вестника» регулярно проводила круглые столы по актуальным вопросам церковной жизни, оказывала информационную поддержку церковным и церковно-общественным инициативам.
Газета перестала выходить в конце 2012 года. По словам Сергея Чапнина:

Многие сомневались, некоторые возражали, но я сумел убедить патриарха, что это единственно верное решение. Нам не удалось запустить региональные версии газеты — епископы в регионах предпочитали выпускать собственные газеты и боялись ответственности, возникающей при сотрудничестве с официальным общецерковным изданием. В итоге тираж газеты печатался только в Москве и порой неделями развозился по подписчикам в разных епархиях. В эпоху интернета это был просто позор.
В настоящее время поддерживается только сайт издания.

## Оценки
Общественный деятель, публицист, главный редактор журнала «Православная беседа» Валентин Лебедев так оценил ценность журнала в первые годы его существования:

к Пасхе 1989 года вышел в свет первый номер газеты «Московский Церковный вестник», что стало событием поистине революционным. Газета явилась важнейшей вехой не только в деле восстановления с дореволюционных времен церковной журналистики и публицистики, она стала также и центром духовной жизни. С 1989 по 1992 год «Вестник» был средоточием многих церковных и общественных инициатив.

На сайте Издательского отдела Русской православной церкви отмечается, что с началом издания газеты в 1989 году «принято связывать начало возрождения церковной журналистики в России».
Архимандрит Симеон (Томачинский), создатель студенческой газеты «Татьянин день», отмечал, что издания «Православная Москва» и «Московский церковный вестник» в 1990-е годы «были изданиями закрытого типа с официальной информацией, не привлекавшей ни молодёжь, ни светских людей в целом».